# Kryssruta

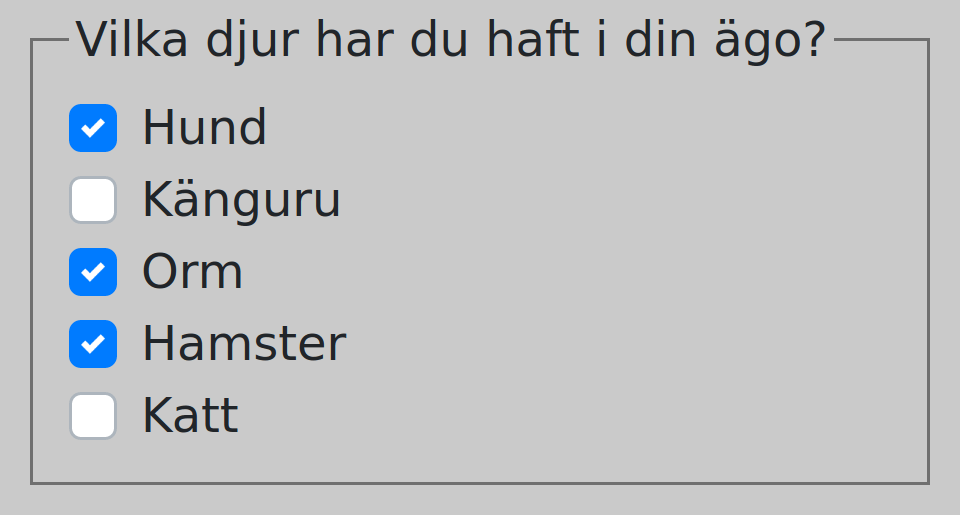
Exempel på några kryssrutor.

En kryssruta är en grafisk användargränssnittskomponent som används för att ge möjlighet till val mellan flera alternativa svar. Kryssrutor används i enkäter och också ibland i prov. I ofylld form skildras de som ☐ och ☑ som ifylld (alternativt ☒ beroende på gränssnittet).

## Ersättningstecken
v/ används som ersättningstecken för bocktecknet ✓, men kan också skrivas som [ v/ ] eller [ x ] för att symbolisera en inramad ifylld kryssruta.

## Webbformulär
För att infoga en kryssruta i ett webbformulär används HTML-elementet <input type="checkbox">.

## Unicode
- U+2610 ☐ BALLOT BOX
- U+2611 ☑ BALLOT BOX WITH CHECK
- U+2612 ☒ BALLOT BOX WITH X